# 투앙쿠 자파르
투앙쿠 자파르(말레이어: Tuanku Jaafar)는 말레이시아 왕실의 일원으로 1967년부터 2008년까지 느그리슴빌란 주의 제4대 최고지도자를 지냈으며 1994년부터 1999년까지 말레이시아의 제10대 국왕을 지냈다.